# 25 juillet aux Jeux olympiques d'été de 2012
Le mercredi 25 juillet aux Jeux olympiques d'été de 2012 est le premier jour de compétition. Ce jour se déroule 2 jours avant l'ouverture officielle des Jeux olympiques.

## Faits marquants
Le coup d'envoi du match entre la Colombie et la Corée du Nord a été retardé d'une heure en raison d'un problème autour du drapeau nord-coréen, le retard est dû au refus des joueuses nord-coréennes de commencer la rencontre après qu'elles se sont rendu compte que le drapeau présenté à côté de leurs photos sur les écrans géants du stade était en fait le drapeau sud-coréen,,,.

## Programme
| Heure UTC+1 (Londres)                         |               |
| bleu                                          | Cérémonie     |
| neutre                                        | Épreuve       |
| or                                            | Finale        |
| orange                                        | Petite finale |
| rose                                          | Reporté       |
| gris                                          | Annulé        |
| Compétition masculine                         | Hommes        |
| Compétition féminine                          | Femmes        |
| Compétition mixte (hommes et femmes mélangés) | Mixte         |
| Compétition en couple (1 homme et 1 femme)    | Couple        |
| modifier                                      |               |

| Horaire          | Discipline Spécialité | Discipline Spécialité    | Discipline Spécialité | Phase                      | Résultats                              | Références |
| ---------------- | --------------------- | ------------------------ | --------------------- | -------------------------- | -------------------------------------- | ---------- |
| 16 h 00          |                       | Football Tournoi féminin | Compétition femmes    | Tour Préliminaire Groupe E | Grande-Bretagne 1 - 0 Nouvelle-Zélande | ,          |
| 17 h 00          |                       | Football Tournoi féminin | Compétition femmes    | Tour Préliminaire Groupe G | États-Unis 4 - 2 France                | ,          |
| 17 h 00          |                       | Football Tournoi féminin | Compétition femmes    | Tour Préliminaire Groupe F | Japon 2 - 1 Canada                     | ,          |
| 18 h 45          |                       | Football Tournoi féminin | Compétition femmes    | Tour Préliminaire Groupe E | Cameroun 0 - 5 Brésil                  | ,          |
| 19 h 45          |                       | Football Tournoi féminin | Compétition femmes    | Tour Préliminaire Groupe F | Suède 4 - 1 Afrique du Sud             | ,          |
| 19 h 45 20 h 50, |                       | Football Tournoi féminin | Compétition femmes    | Tour Préliminaire Groupe G | Colombie 0 - 2 Corée du Nord           | [ 21 ]     |